# Rossen, Hälsingland
Rossen är en sjö i Ljusdals kommun i Hälsingland och ingår i Ljusnans huvudavrinningsområde. Sjön har en area på 3,44 kvadratkilometer och ligger 274 meter över havet. Sjön avvattnas av vattendraget Rossån.

## Delavrinningsområde
Rossen ingår i det delavrinningsområde (683349-149645) som SMHI kallar för Utloppet av Rossen. Medelhöjden är 309 meter över havet och ytan är 23,74 kvadratkilometer. Räknas de 10 avrinningsområdena uppströms in blir den ackumulerade arean 56,15 kvadratkilometer. Rossån som avvattnar avrinningsområdet har biflödesordning 3, vilket innebär att vattnet flödar genom totalt 3 vattendrag innan det når havet efter 100 kilometer. Avrinningsområdet består mestadels av skog (69 procent). Avrinningsområdet har 3,48 kvadratkilometer vattenytor vilket ger det en sjöprocent på 14,7 procent.